# Ostie (ville)
Ne doit pas être confondu avec Ostie ou Ostia Antica.
Ostie ou Ostia Lido ou Lido di Roma (Lido signifiant « littoral » en italien) est un quartier et une station balnéaire de la ville de Rome, capitale de l'Italie. Elle est le centre administratif du Municipio X, subdivision administrative de la ville.

## Géographie
Située au sud de l'embouchure du Tibre sur le littoral de la mer Tyrrhénienne, elle est toute proche du célèbre port antique d'Ostie (vestiges du port de la Rome antique actuellement dans les terres) et proche d'Ostia Antica (une des cinquante-neuf zones de Rome). A ne pas confondre avec le site archéologique de Ostia Antica, Ostie est souvent appelée la « Plage de Rome » (Spiaggia di Roma en italien) avec ses villes voisines, Fiumicino et Fregene. En effet, Ostie offre un vaste choix de stations balnéaires et de plages publiques au bénéfice des habitants de la région de Rome et des touristes.
Les trois derniers « Quartieri de Rome » répertoriés et dénommés aussi quartieri marini (« quartier marins ») sont répartis sur la localité :
- Q.XXXIII - Lido di Ostia Ponente
- Q.XXXIV - Lido di Ostia Levante
- Q.XXXV - Lido di Castel Fusano

## Histoire

### Les travaux de bonification
Au XIXe siècle, des salines qui s'y trouvent sont abandonnées depuis des siècles ; le territoire était alors infesté par le paludisme et le brigandage y était monnaie courante. Ses marécages s'étendaient sur toute la côte Tyrrhénienne bordant les États pontificaux, de Gaète à Piombino.
En 1870, après la prise de Rome, qui marqua l'annexion de Rome et de ses territoires au royaume d'Italie, les objectifs de la nouvelle classe dirigeante italienne étaient clairs : bonifier les terres autour à la nouvelle capitale du royaume d'Italie, afin d'influer sur le développement économique de la ville et de l'État. Cependant, l'option permettant de relever le niveau du terrain à l'aide des technologies de l'époque aurait nécessité environ cinquante ans de travaux. On choisit donc alors de créer un système de canaux qui permettait l'écoulement des eaux, asséchant ainsi les marais.
En 1884, s'installèrent à Ostie d'anciens ouvriers agricoles venant de la province de Ravenne chassés avec leurs familles par la crise des rizières qui frappait alors leur région d'origine. Laissés sans travail et sans terre, ils commencèrent à se constituer en organisations professionnelles. l'Associazione Generale Operai Braccianti del Comune di Ravenna (« association générale des ouvriers agricoles de la Commune de Ravenne »), qui fut le premier groupement coopératif de l'histoire italienne, et obtint en 1884 la sous-traitance des travaux de la bonification prévus. Le gouvernement Depretis leur octroya des financements publics pour commencer les travaux et pour faciliter l'acheminement par voies ferrées des ouvriers, de leurs familles et de leurs biens.
Malgré les tensions économiques et sociales pendant cette période, les travaux de bonification furent une opération qui porta rapidement ses fruits : des 303 premiers inscrits, la coopérative compta bientôt 2 547 membres en août 1885. Les travaux, prévus pour 4 ans demandèrent 7 années. Mais, le nouvel État unitaire italien gagna finalement cette bataille.
Le souvenir des ouvriers de la bonification est encore vifs de nos jours, comme en témoignent les noms des rues d'Ostie, comme : viale dei Romagnoli (boulevard des Romagnols) et piazza dei Ravennati (place des Ravennois). Des monuments sont aussi dédiés aux pères fondateurs : Armando Armuzzi (président de l'association coopérative) et Federico Bazzini — mais surtout Andrea Costa et Nullo Baldini, les apôtres du socialisme. Jusqu'à une époque assez récente, il était encore possible d'entendre des descendants de ces pionniers, enfants et petits-enfants, parler dans le dialecte romagnol de leurs parents ; toutefois aujourd'hui, à côté de l'italien, le romanesco est le dialecte nettement dominant.
Furent dont créés les trois canaux, connus aussi par les locaux comme le canal « di Dragoncello », celui de « la Lingua » et celui de « Pantanello », chacun d'eux lié à un quartier de la ville. En 1889, les premières pompes démarrèrent, asséchant plus de 1 500 hectares de marécage en moins de deux semaines. Après cette première canalisation, on procéda à la canalisation secondaire. Il est possible de voir aujourd'hui l'ancienne installation de la pompe du canal du Dragoncello.

### Époque moderne
La naissance du quartier intervint pendant le fascisme. On facilita l'accès aux plages par la construction du chemin de fer, voie ferrée qui fut bientôt doublée en 1927 par l'une des premières autoroutes italiennes. La via del Mare (« rue de la mer ») fut parmi les premiers projets à être élaborés pour desservir l'aéroport Léonard-de-Vinci de Rome Fiumicino. En 1933, la cité devenue station balnéaire, prit officiellement le nom de « Lido di Roma ».

Monuments d'Ostie
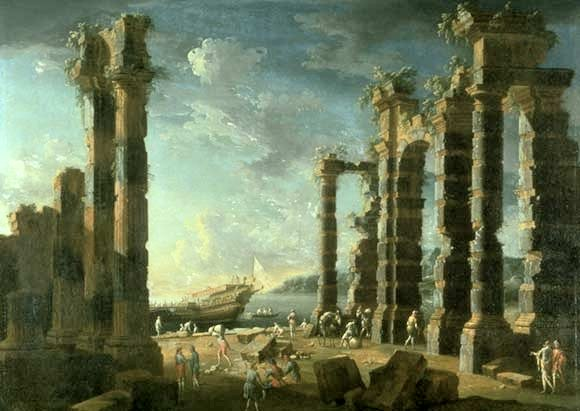
Vestiges du port de la Rome antique d'Ostie par Leonardo Coccorante.
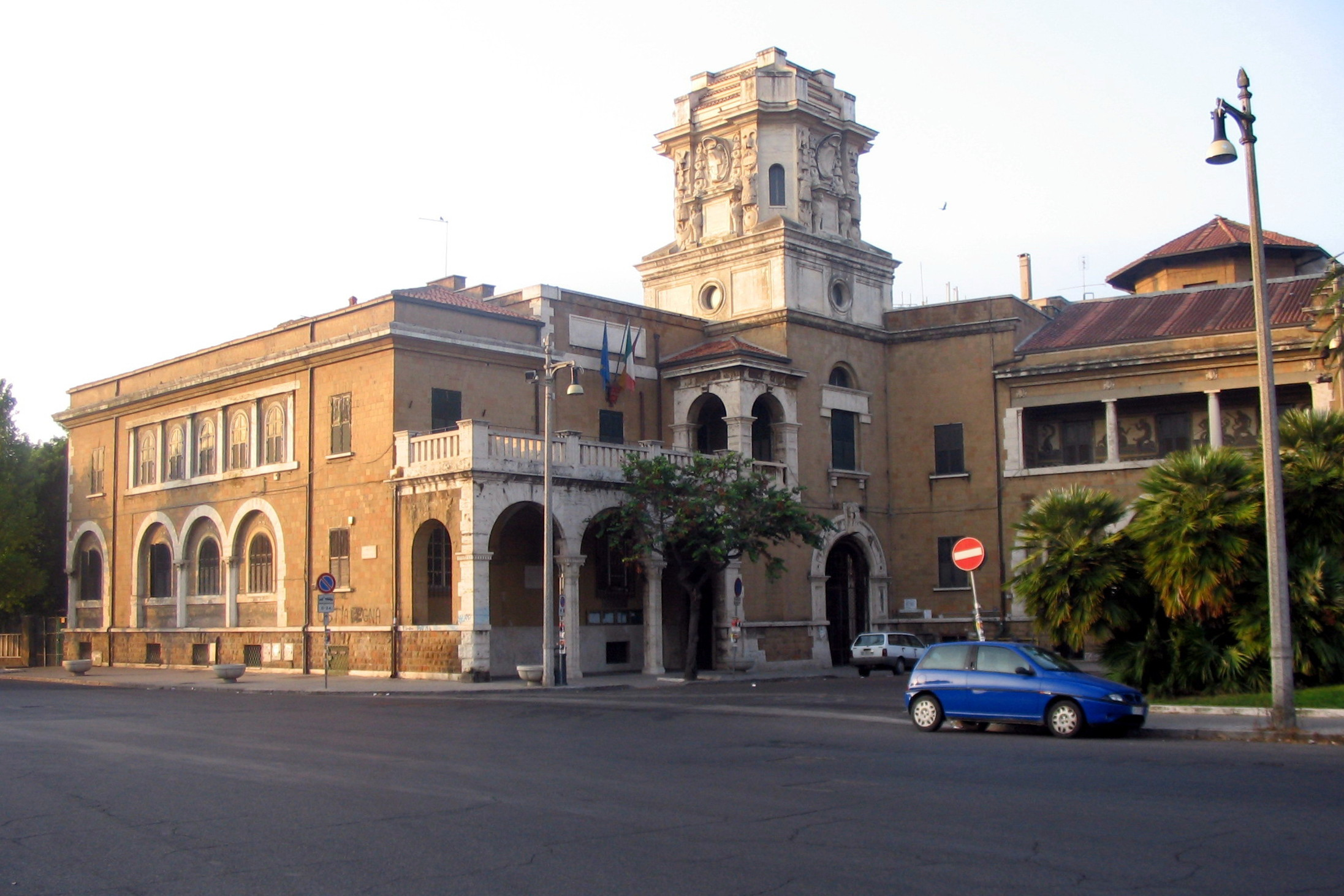
Siège du Municipio X, autrefois siège du Municipio XIII (avant mars 2013).
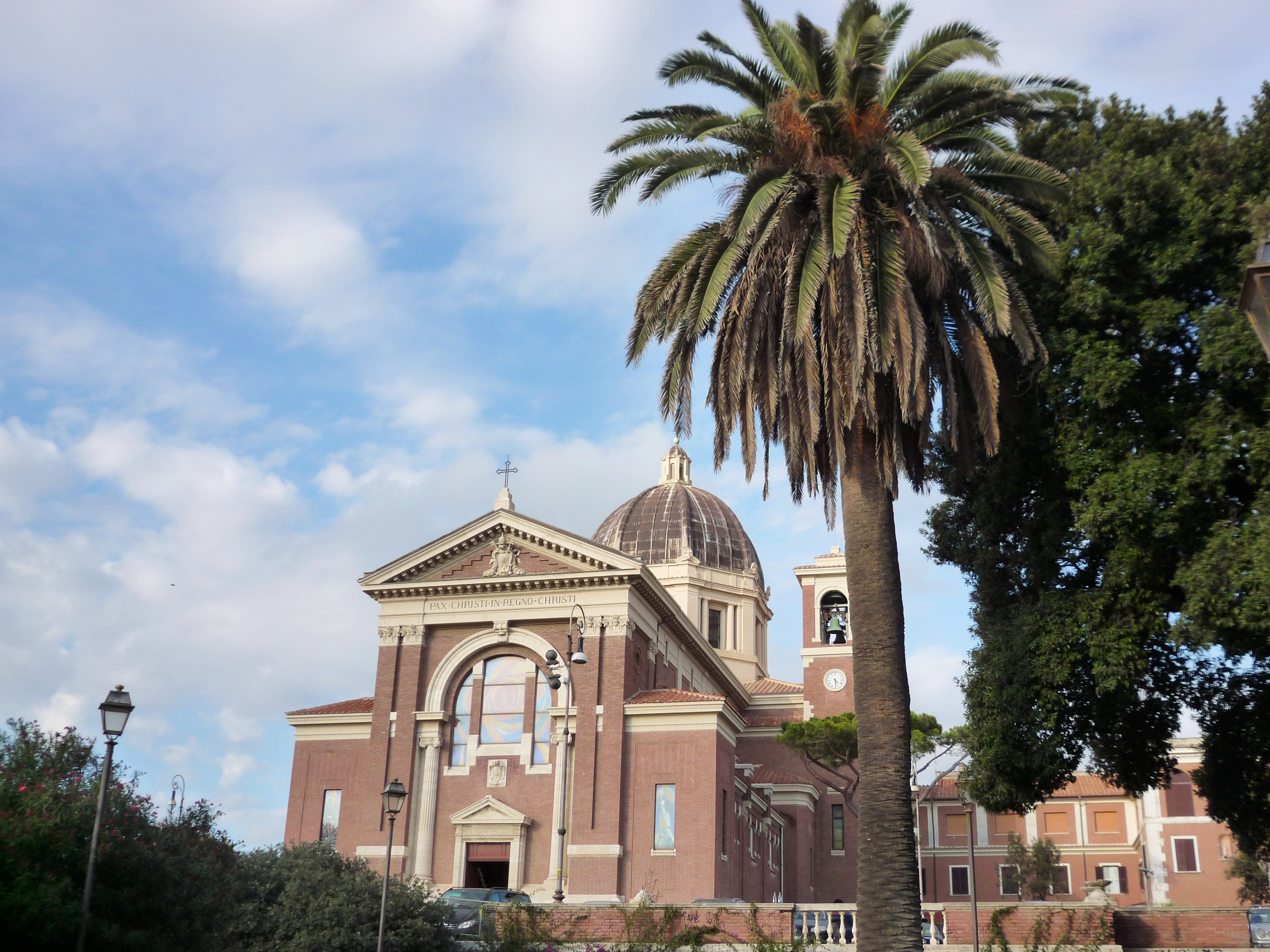
Santa Maria di Ostia mare.

C'est pendant le régime mussolinien que l'EUR sortit de terre au sud de Rome à la suite d'une vaste politique d'urbanisme. Une artère fut alors projetée, dédiée à Christophe Colomb (elle fut appelée aussi « rue Impériale ») et destinée à rallier Rome à la mer. Le projet fut approuvé en 1938, mais la rue ne sera néanmoins ouverte au trafic qu'après la Seconde Guerre mondiale, en 1949.

Route et architecture du bord de mer d'Ostie
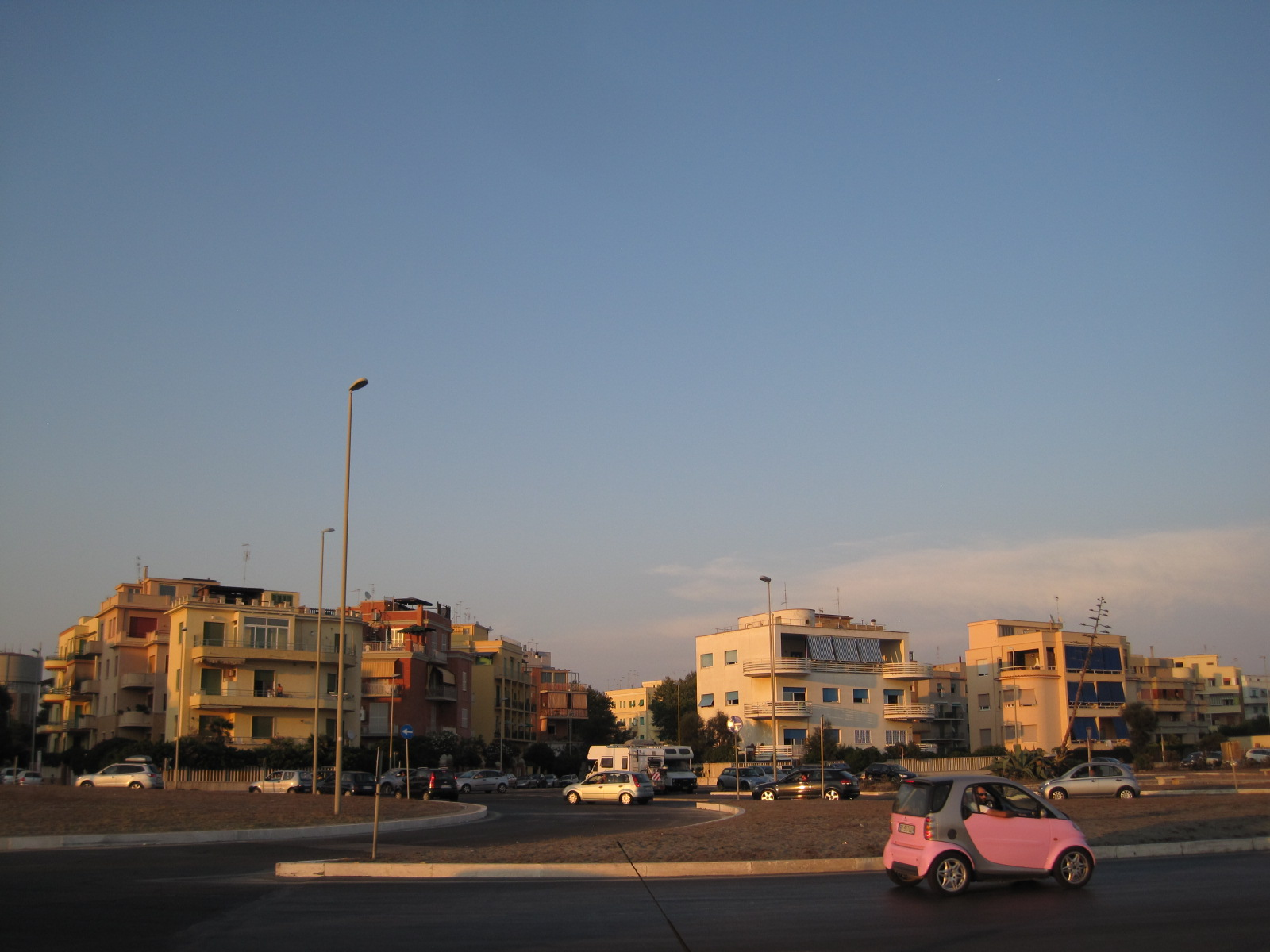
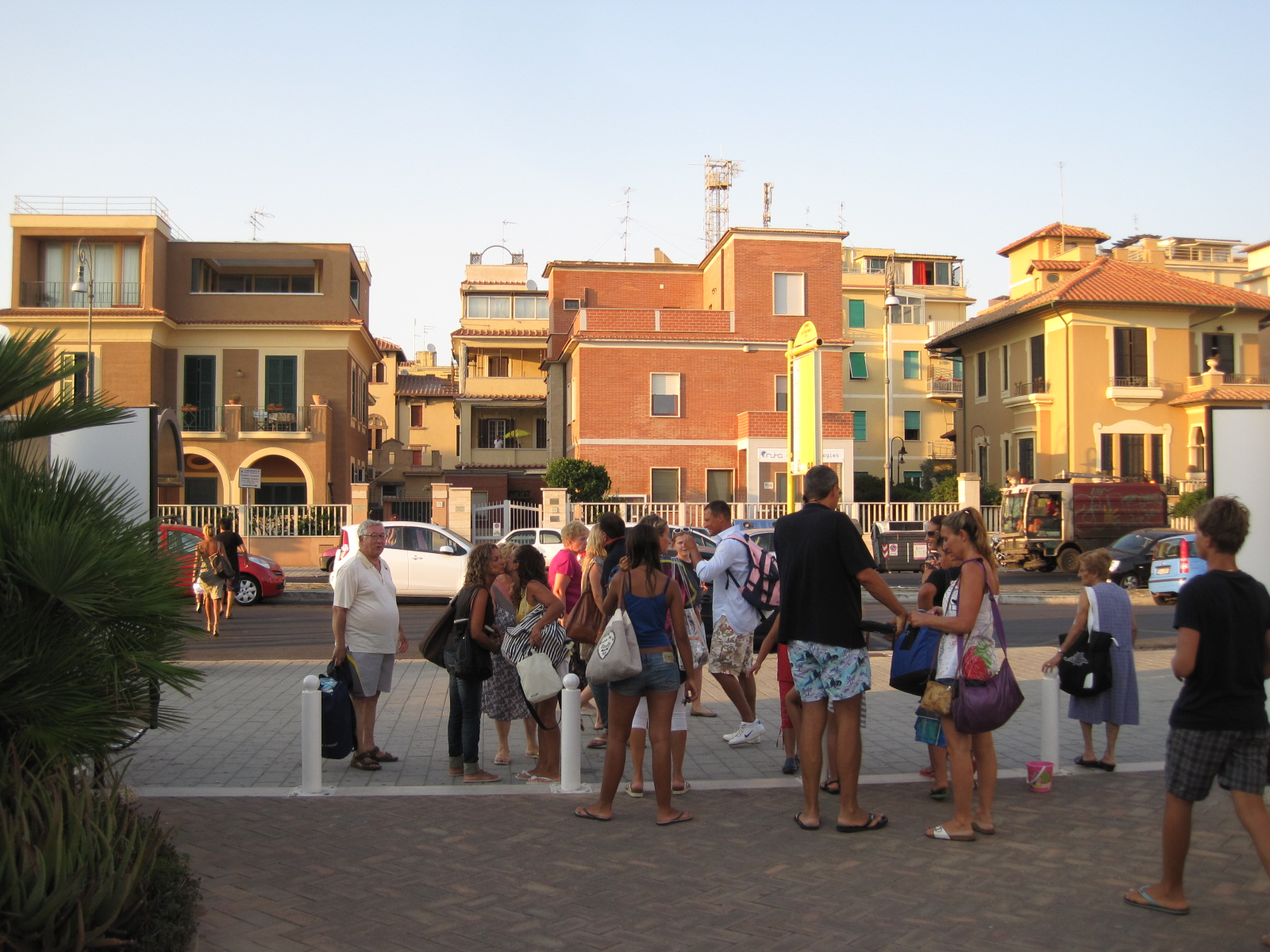
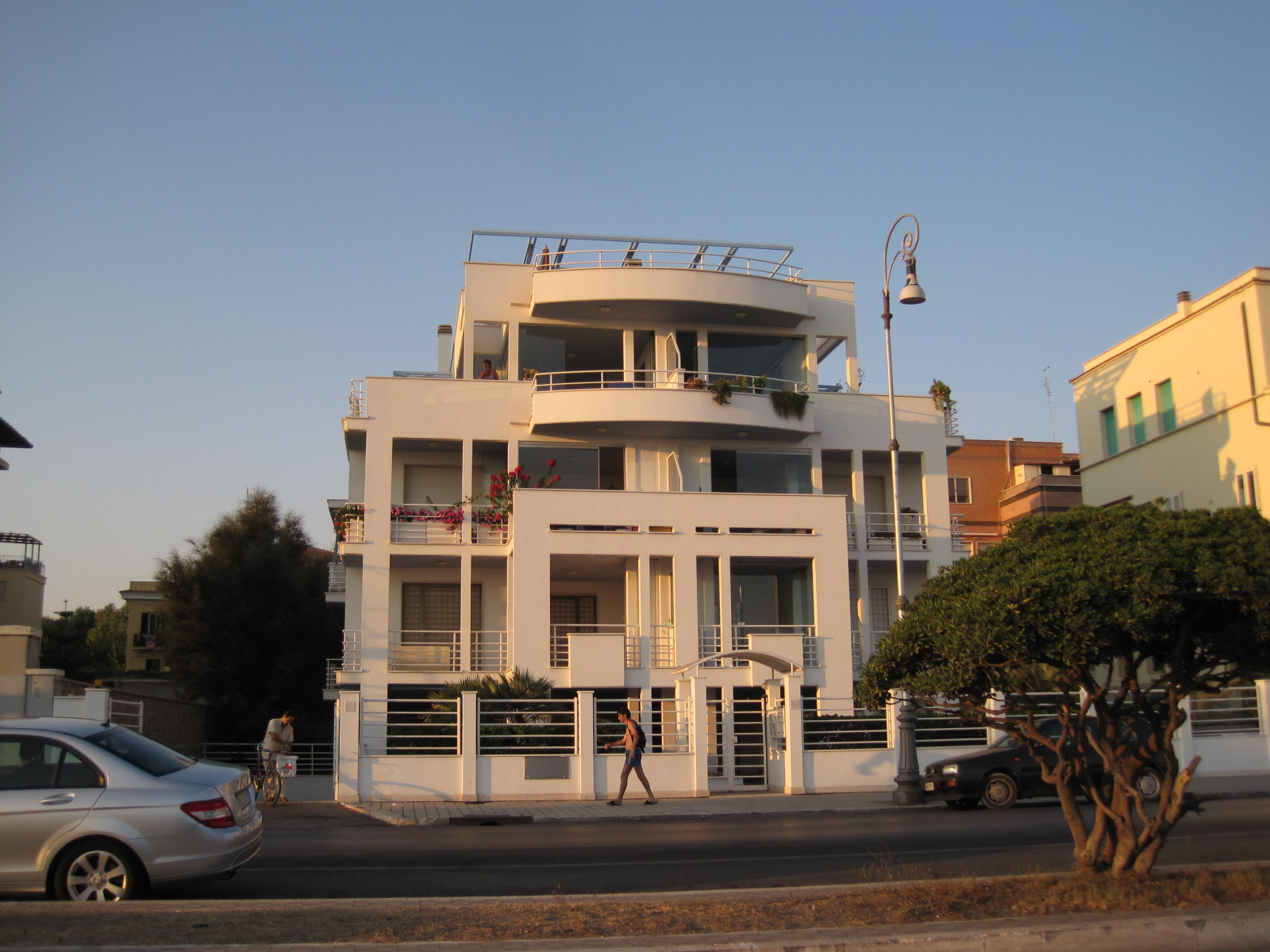
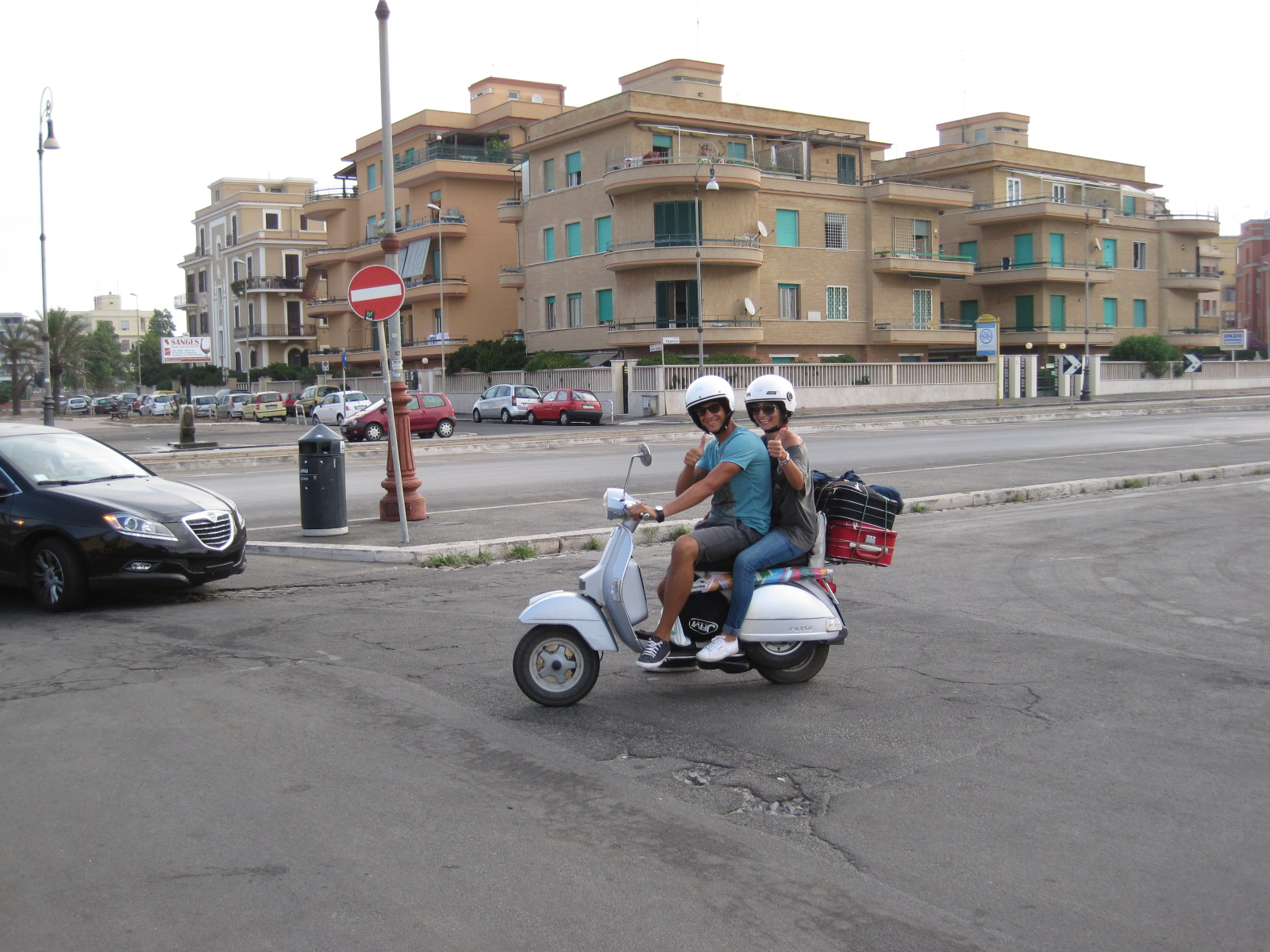

La ville elle-même fut bâtie dans un pur style architectural fasciste, et fut organisée de façon que le front de mer soit occupé par de petites villas utilisées comme résidences secondaires par de riches romains, tandis que l'arrière-pays était réservé aux habitations ouvrières.

Plages d'Ostie
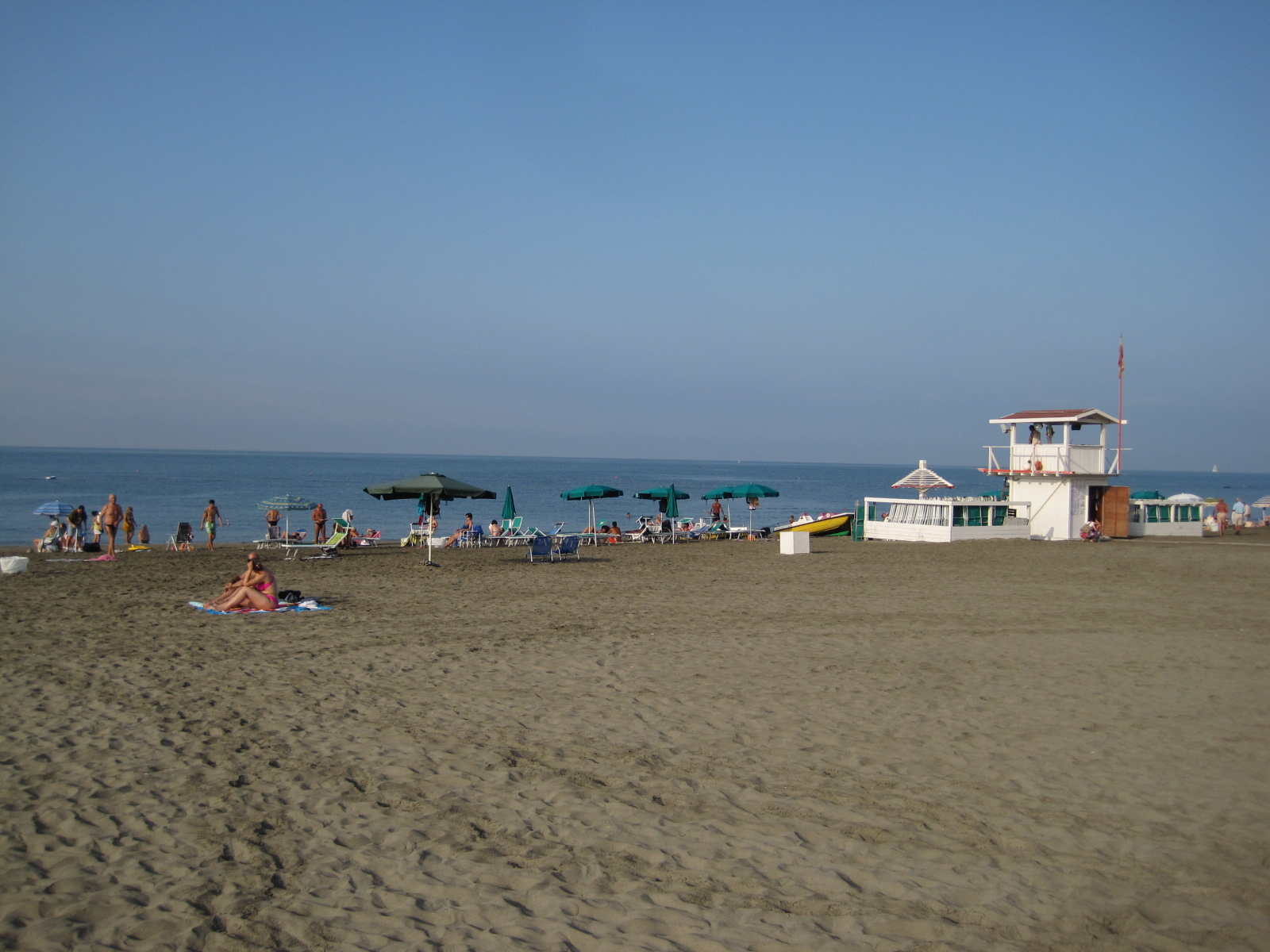
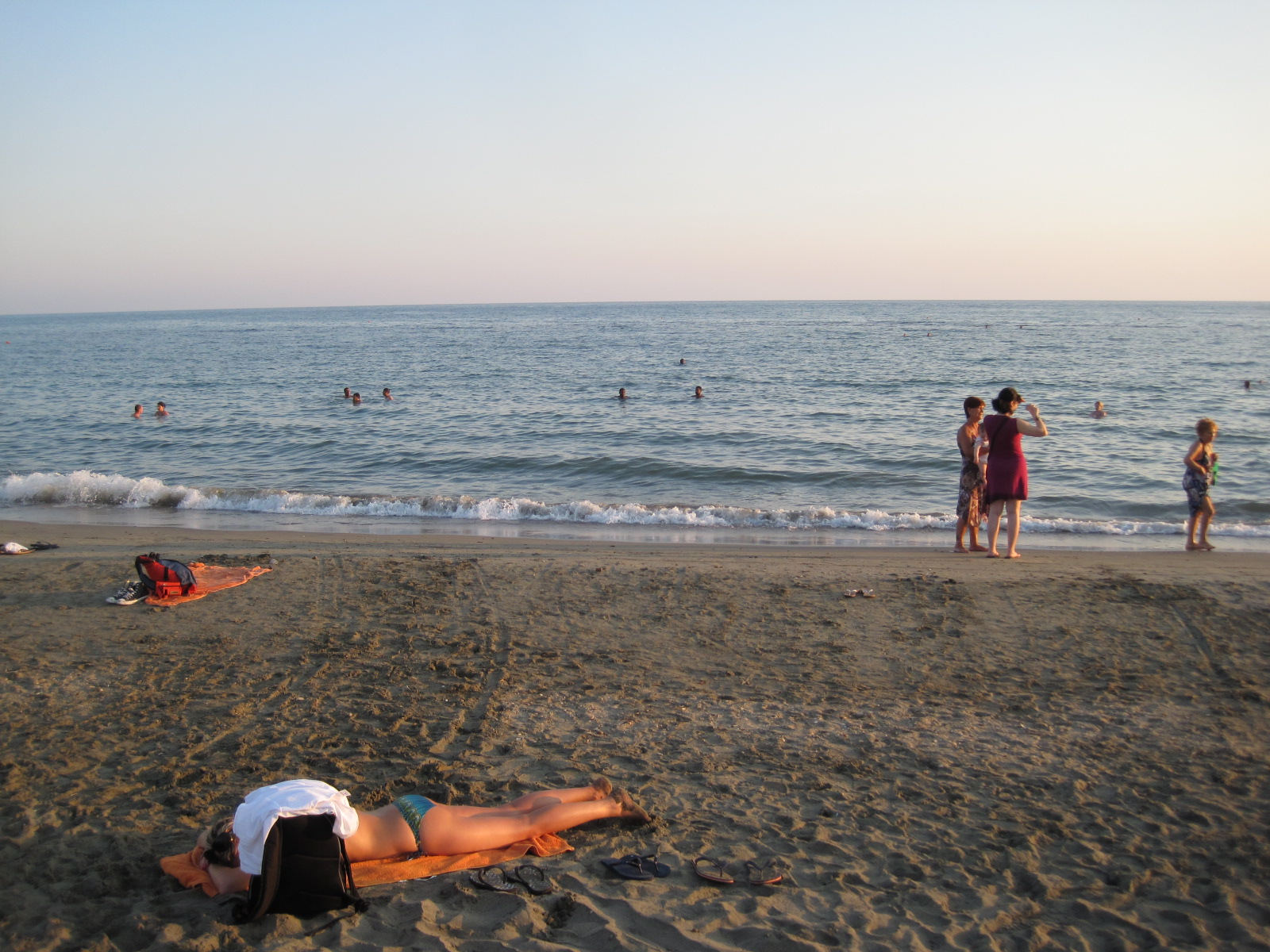
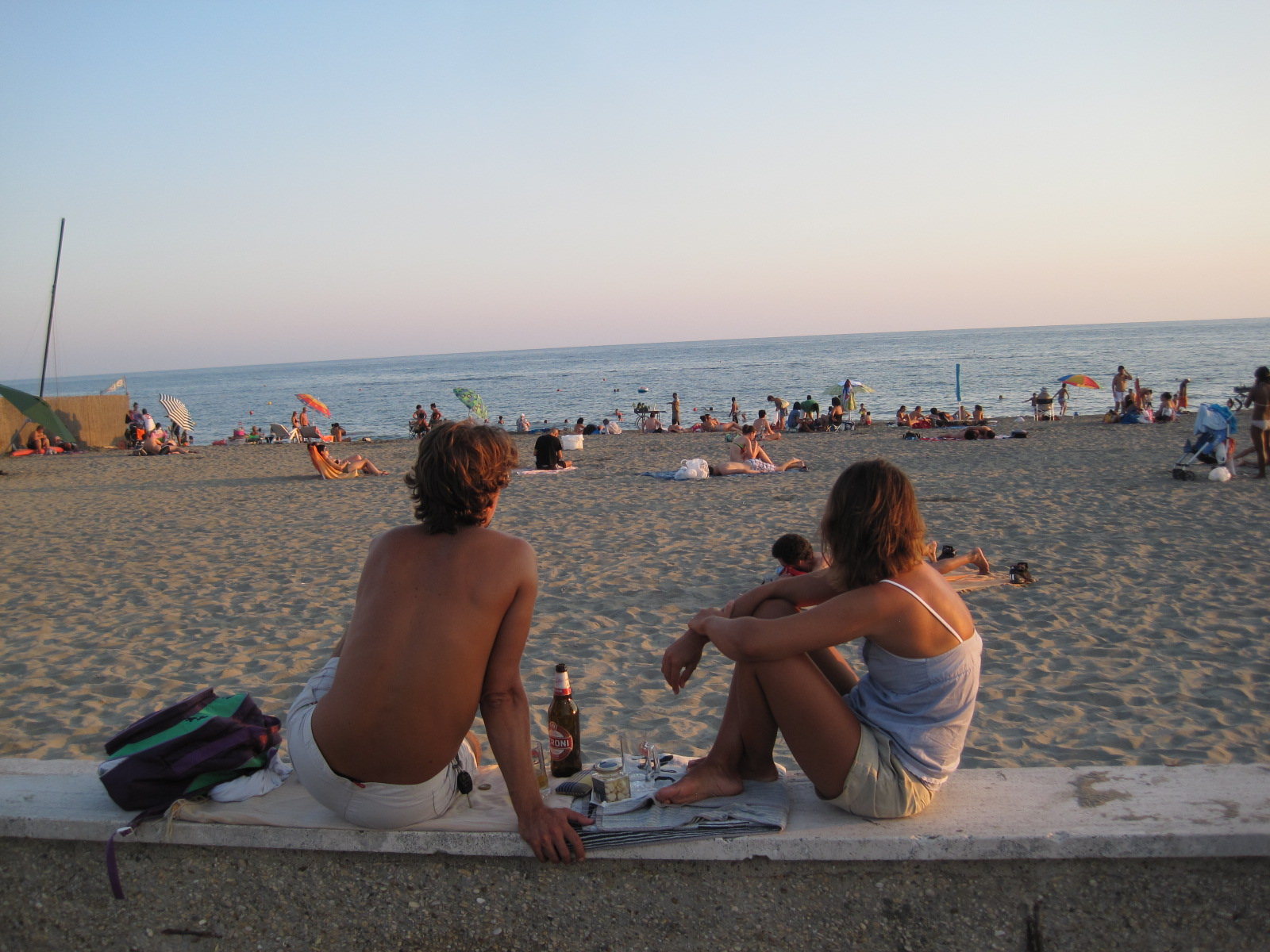
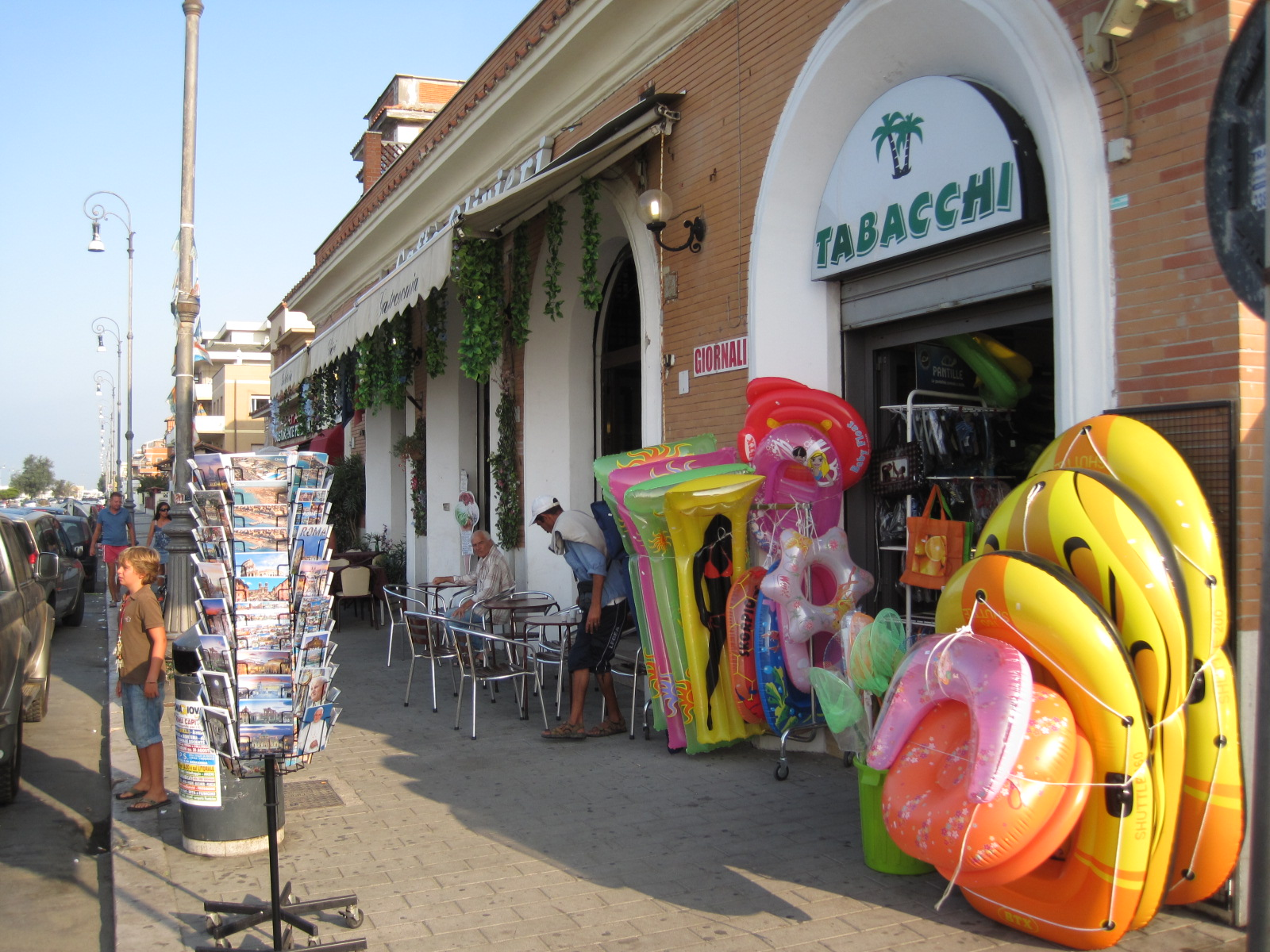
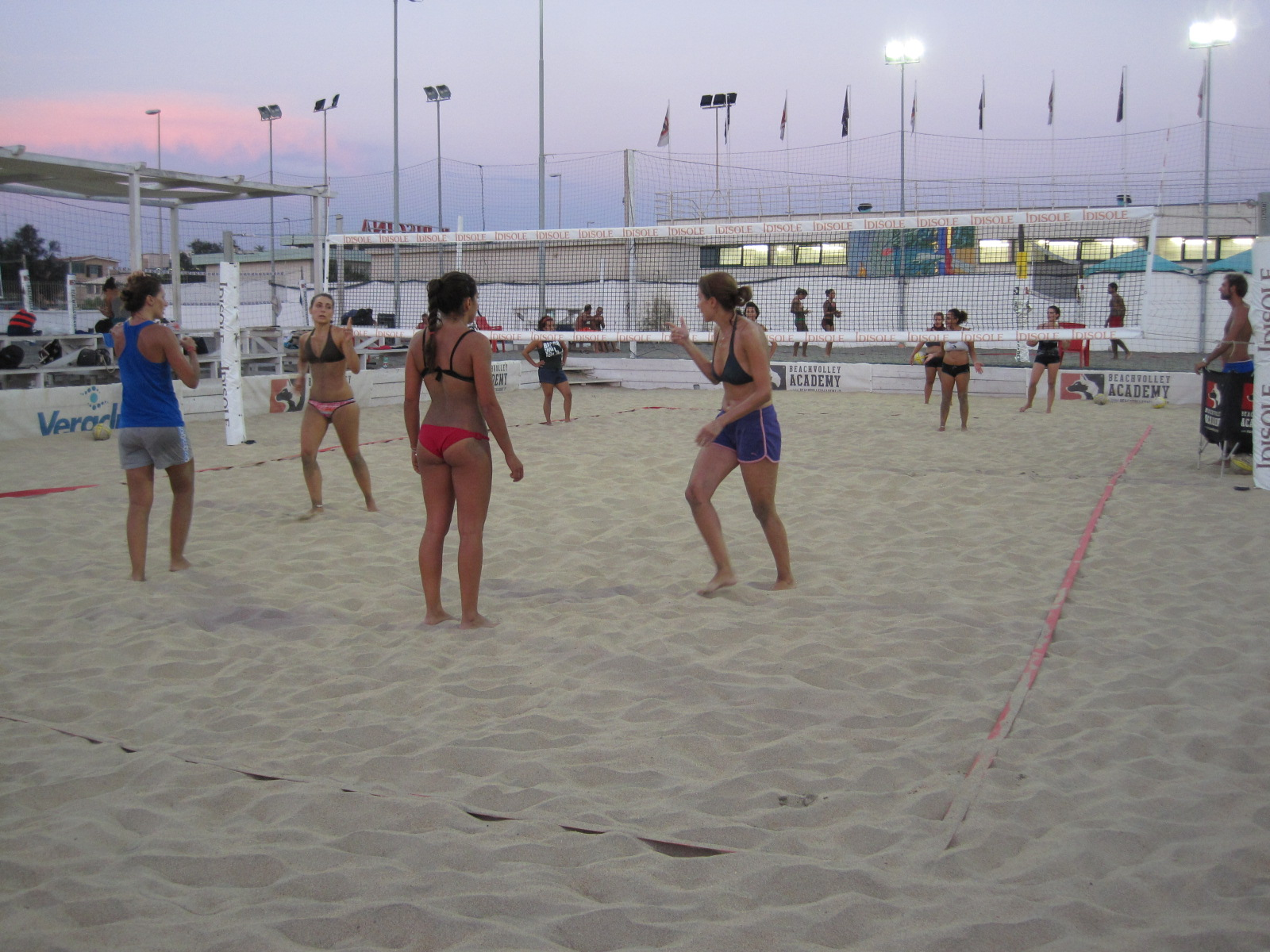
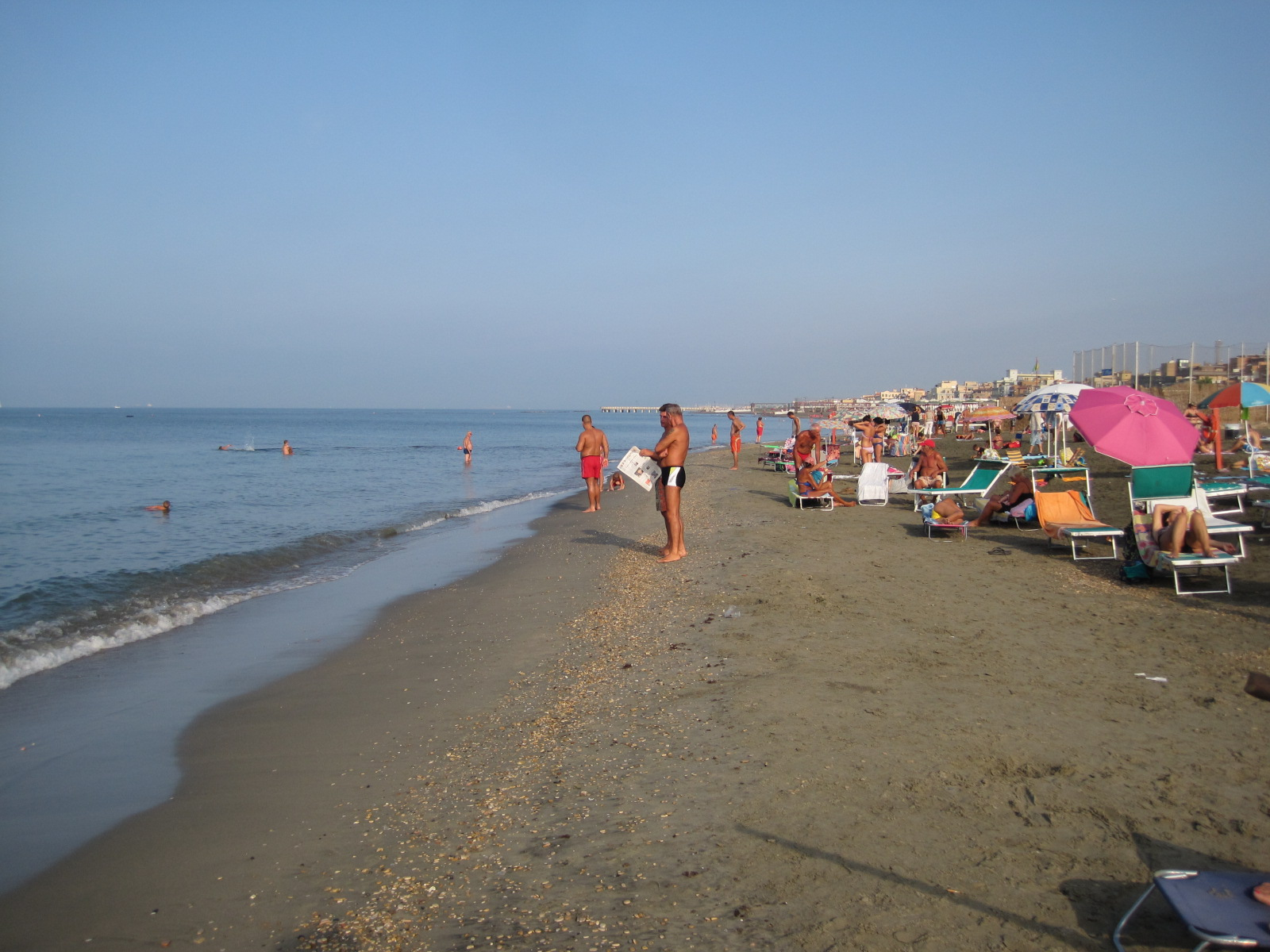
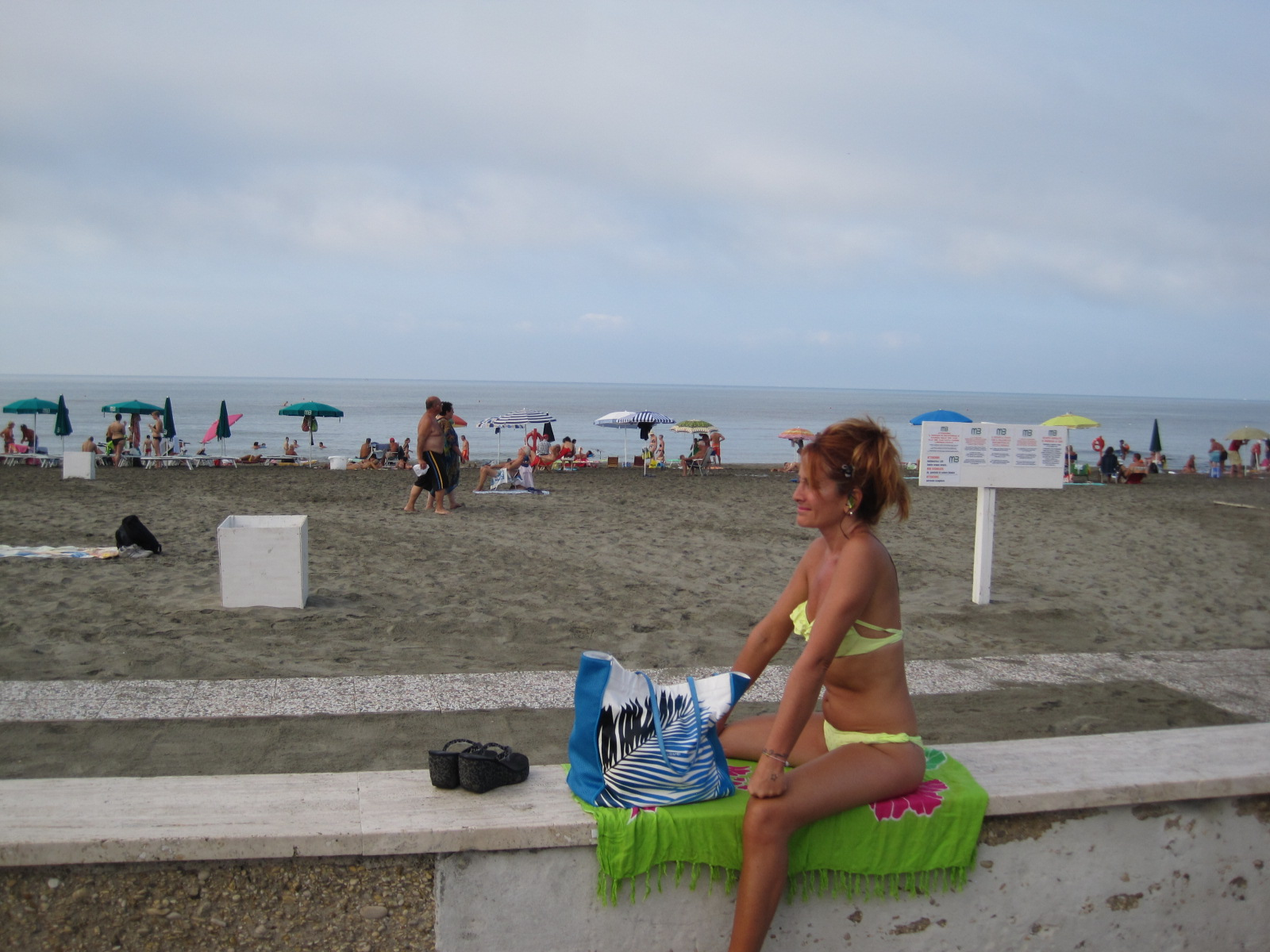
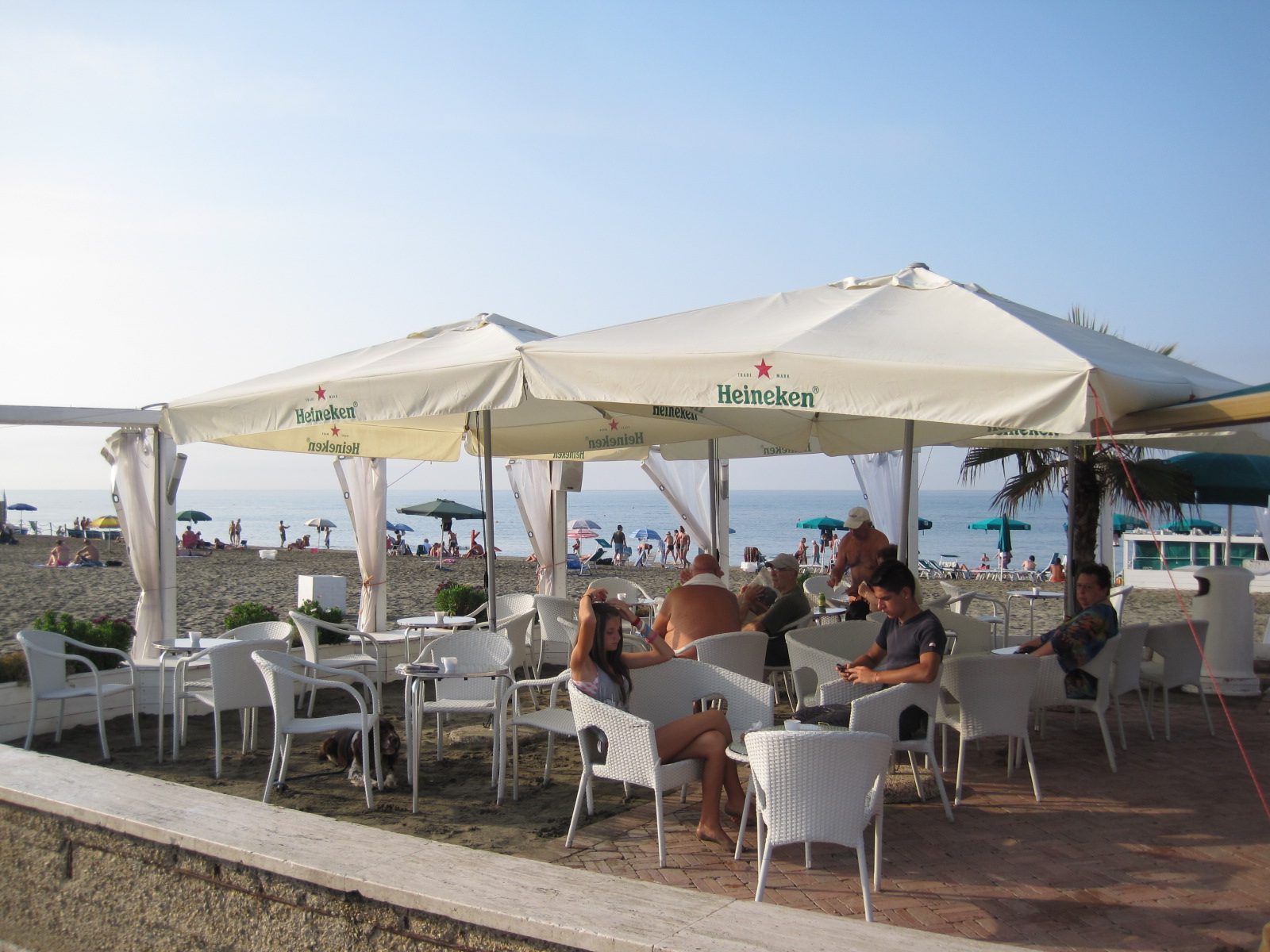

### L'après-guerre
Le déclenchement de la seconde guerre mondiale mit un frein aux ambitions du régime fasciste en matière d'urbanisme, alors qu'une grande partie des travaux était encore à ses débuts. Il faudra attendre les années 1960 pour voir Ostie s'agrandir. Ainsi, la partie ouest située aux alentours de la bouche du Tibre perdra peu à peu son aspect typique de quartier romain populeux pour se muer en lieu de villégiature
La distance séparant la capitale et Ostie, petite qu'elle soit, portait la population des territoires littoraux à l'isolation par rapport au noyau urbain qu'était Rome. Dans les années 1970 à 1980, de nombreuses habitations furent construites pour remédier à ce problème.
Dans la nuit du 1er au 2 Novembre 1975, le réalisateur italien Pier Paolo Pasolini est assassiné sur la plage d'Ostie.
A partir des années 1960, Ostie et tous les territoires littoraux près de Rome, connu une explosion démographique. On atteindra, en 1989, le seuil de 100 000 habitants qui dans la motivation de rendre leur territoire administrativement indépendant de la capitale, mirent en place un referendum populaire. Ce dernier ainsi qu'une nouvelle session organisée en 1999 n'obtint pas assez de voix pour créer une nouvelle commune.
Ostie est devenue une localité touristique très réputée. Un port de plaisance a été construit et baptisé il porto di Roma (« le port de Rome »), renouant pleinement avec son passé antique en redevenant il mare di Roma (« mer de Rome »), tout en restant l'un des quartiers les plus peuplés de la capitale.